# Quintus Poppaeus Secundus
Quintus Poppaeus Secundus, broer van Gaius Poppaeus Sabinus, ook consul in 9 n.Chr., hoewel niet tegelijk met zijn broer (maar met Marcus Papius Mutilus), was een van de makers van de lex Iulia et Papia Poppaea.

## Antieke bron
- Cass. Dio, LVI 10.

## Referentie
- art. Poppaei (2), in J.G. Schlimmer - Z.C. De Boer, Woordenboek der Grieksche en Romeinsche Oudheid, Haarlem, 19203, p. 502.